# Jateční pistole
Jateční pistole je nástroj, který používá řezník k omráčení jatečních zvířat.

## Historie

### Československo
Signální pistoli vzor 30, ráže 26,5 mm vyvinul konstruktér František Myška (1899 –1983). Do výzbroje ji zavedla československá armáda v roce 1931. Byla sériově vyráběna v České zbrojovce. Zde byla v roce 1935 upravena, snad na základě žádosti Vojenského technického a leteckého ústavu v Praze, na jateční pistoli, určenou na porážku jatečního dobytka.  Vývojem se zabýval konstruktér Adolf Sýkora.
První vzorek měl prodlouženou hlaveň, která sloužila k vedení trnu. Tovární zkoušky se prováděly prorážením prkének ze dřeva. Pistole byla zkoušena při porážce zvířat na jatkách. Při pokusu o zvýšení účinku trnu došlo k roztržení hlavně. Byla navržena řada dalších úprav konstrukce a vyrobeny dva další vzorky. Sériově se však tato jatečních pistole nevyráběla. Dochoval se jeden exemplář s číslem 10 379, který získalo muzeum v Babicích u Říčan v roce 1981.

## Princip
Jateční pistole se přiloží na hlavu zvířete. Po výstřelu náboje se z „přístroje“ vysune několikacentimetrový ocelový trn (válec) a zvíře omráčí. Uvnitř jatečního přístroje má ocelový válec dorazovou gumu, sloužící ke zbrzdění válce po výstřelu. Pružina pak navrací válec do původní polohy. Do jateční pistole lze použít jateční náboje ráže 9 mm od různých výrobců.
Jateční přístroje nesmí používat osoby mladší 15 let bez přímého dozoru zletilých osob.